# 小林茂 (仏文学者)
小林 茂（こばやし しげる、1942年1月21日 - ）は、フランス文学者、早稲田大学名誉教授。

## 経歴
東京生まれ。東京教育大学附属駒場高等学校（現：筑波大学附属駒場高等学校）を経て1964年早稲田大学第一文学部フランス文学専修卒業、71年同大学大学院博士課程フランス文学専攻単位取得満期退学、フランス政府給費留学生として、パリ第3大学および第4大学でフランス文学、応用言語学を学ぶ。早大助教授を経て、早大文学学術院教授。その間、NHKテレビ・フランス語講座講師、パリ国際大学都市日本館館長などを歴任。比較文学会会員。2020年、瑞宝中綬章受章。

## 著書
- 『新聞のフランス語』白水社 1984.11
- 『絵でみる暮らしのフランス語』井村治樹絵、大修館書店 1998.5
- 『絵でみる旅のフランス語』井村治樹絵、大修館書店 2005.11
- 『フランス語へのパスレル』朝日出版社 2008.1
- 『薩摩治郎八 パリ日本館こそわがいのち』ミネルヴァ書房・日本評伝選 2010.10

## 翻訳
- 『SF小説』ジャン・ガッテニョ、白水社（文庫クセジュ）1971
- 『18立方メートルの沈黙』ジュヌヴィエーヴ・セロー、集英社（現代の世界文学）1978.6
- 『策略の書 アラブ人の知恵の泉』ルネ・R.カーワン編、読売新聞社 1979.4
- 『カフェ・パニック』ロラン・トポル（創元推理文庫）1988.1
- 『孤独な若者の家』パトリック・ベッソン、白水社（新しいフランスの小説）1995.12
- 『「事典」果物と野菜の文化誌 文学とエロティシズム』ジャン=リュック・エニグ、尾河直哉共訳、大修館書店 1999.6
- 『パリの歴史』イヴァン・コンボー、新版 白水社（文庫クセジュ）2002.7
- 『比較文学入門』イヴ・シュヴレル、白水社（文庫クセジュ）2009.3